# Gai Memmi (qüestor)
Gai Memmi (en llatí Caius Memmius) va ser un magistrat romà del segle i aC. Probablement era germà de Luci Memmi l'orador, i formava part de la gens Mèmmia, una gens romana d'origen plebeu.
Es va casar amb una germana de Gneu Pompeu i va ser propretor pel seu cunyat a Sicília. Més tard va ser el seu qüestor a Hispània durant la Guerra de Sertori l'any 76 aC. Va morir en una batalla contra Sertori lliurada prop de Sagunt l'any 75 aC.